# Madeleine Buonaiuti
Pour les articles homonymes, voir Buonaiuti.
Madeleine Buonaiuti (?-1580) fut la Dame d'atours de la reine de France Catherine de Médicis de 1552 à 1580.

## Biographie
Madeleine Buonaiuti appartenait à une famille florentine ayant immigré en France. Elle épousa en premières noces le poète Luigi Alamanni (1495-1556), et le 19 décembre 1558 Jean-Baptiste de Gondi, maître d'hôtel de Catherine de Médicis et l'un des principaux banquier de Paris à cette époque, faisant partie de la grande famille de Gondi.
Elle fut d'abord dame d'honneur de la reine avant d'être promue dame d'atours en 1552, fonction qu'occupait auparavant sa belle-sœur Marie-Catherine Pierrevive.

## Sources
- Pierre Bonte, Enric Porqueres i Gené & Jérôme Wilgaux, L'argument de la filiation: Aux fondements des sociétés européennes et ...
- Jean-François Solnon, Catherine de Médicis
- Joanna Milstein, The Gondi: Family Strategy and Survival in Early Modern France